# مهدي مصطفى
مهدي مصطفى سبع (بالفرنسية: Mehdi Mostefa)‏ (ولد في 30 أغسطس 1983 في ديجون، فرنسا) هو لاعب كرة قدم الجزائري الدولي. يلعب حاليا كلاعب خط وسط أجاكسيو في دوري الدرجة الأولى الفرنسي .

## الشخصية
ولد مصطفى في ديجون، فرنسا من أب جزائري وأم فرنسية. والده اللاعب والمدرب السابق مصطفى سبع وهو في الأصل من بلدة مازونة في منطقة غليزان في الجزائر.المدرب السابق مصطفى سبع

## شهادة الدولية
بدأ مسيرته الكروية مع فريق المدينة فونتان لي ديجون بعدها انتقل اللاعب إلى مركز تكوين فريق موناكو سنة 1998 حيث تكون هناك إلى غاية 2003 بعدها انتقل اللاعب سنة 2004 إلى فريق فالونس الفرنسي لعب له موسم شارك خلاله في 37 لقاء وسجل هدف وحيد بعد موسم انتقل إلى نادي مونطلوسون بعدها انتقل لنادي سييت موسم 2006 ألى 2007 وشارك في 24 لقاء وسجل هدفين بعدها انتقل إلى فريق نيم أولمبيك الذي كان الفريق الذي سمح له بالبروز حيث قضى معه أربع سنوات شارك خلالها في 158 لقاء وسجل 7 أهداف بعدها أمضى مع فريق فرنسي أخر وهو نادي أجاكسيو الذي يلعب له حاليا منذ 2011 وشارك معه في أكثر من 78 لقاء وسجل أكثر من 6 أهداف ... بدأت مسيرته مع المنتخبات في 2010 حين استدعي لتربص مونديال 2010 بجنوب إفريقيا كما شارك في كأس إفريقيا 2013 واستطاع المشاركة في تأهل الجزائر لمونديال 2014 بالبرازيل يوم 30 أكتوبر 2010،
بدايته مع المنتخب الجزائري كانت من قبل المدرب عبد الحق بن شيخة لمباراة ودية ضد لوكسمبورغ. لعب لأول مرة في هذه المباراة كبداية، قبل أن يتم استبداله في الدقيقة 69. وفي 26 مارس 2011، لعبت مصطفى أول مباراة رسمية له للجزائر في كأس أفريقيا 2012 في تصفيات الأمم ضد المغرب. ولعب المباراة بأكملها
المصدر : http://www.kooora.com/default.aspx?player=43048

## روابط خارجية
- مهدي مصطفى على موقع قاعدة بيانات كرة القدم.إي يو (الإنجليزية)
- مهدي مصطفى على موقع ليكيب (الفرنسية)
- مهدي مصطفى على موقع ناشيونال فوتبول تيمز (الإنجليزية)
- مهدي مصطفى على موقع Soccerway.com (الإنجليزية)
- مهدي مصطفى على موقع عالم كرة القدم.نت (الإنجليزية)